# Charco Verde
El Charco Verde (Toll Verd), també anomenat, en castellà, Lago Verde, Lago de los Clicos o Laguna de los Clicos, és una llacuna declarada reserva natural que es troba a la població de El Golfo (municipi de Yaiza), dins de l'àmbit del Parc Nacional de Timanfaya de l'illa de Lanzarote, a l'arxipèlag canari.

## Etimologia
L'adjectiu verd prové del color de les seves aigües mentre que el terme dels Clicos fa referència a un marisc comestible que va ser habitual antigament a la zona, actualment extingit.

## Característiques

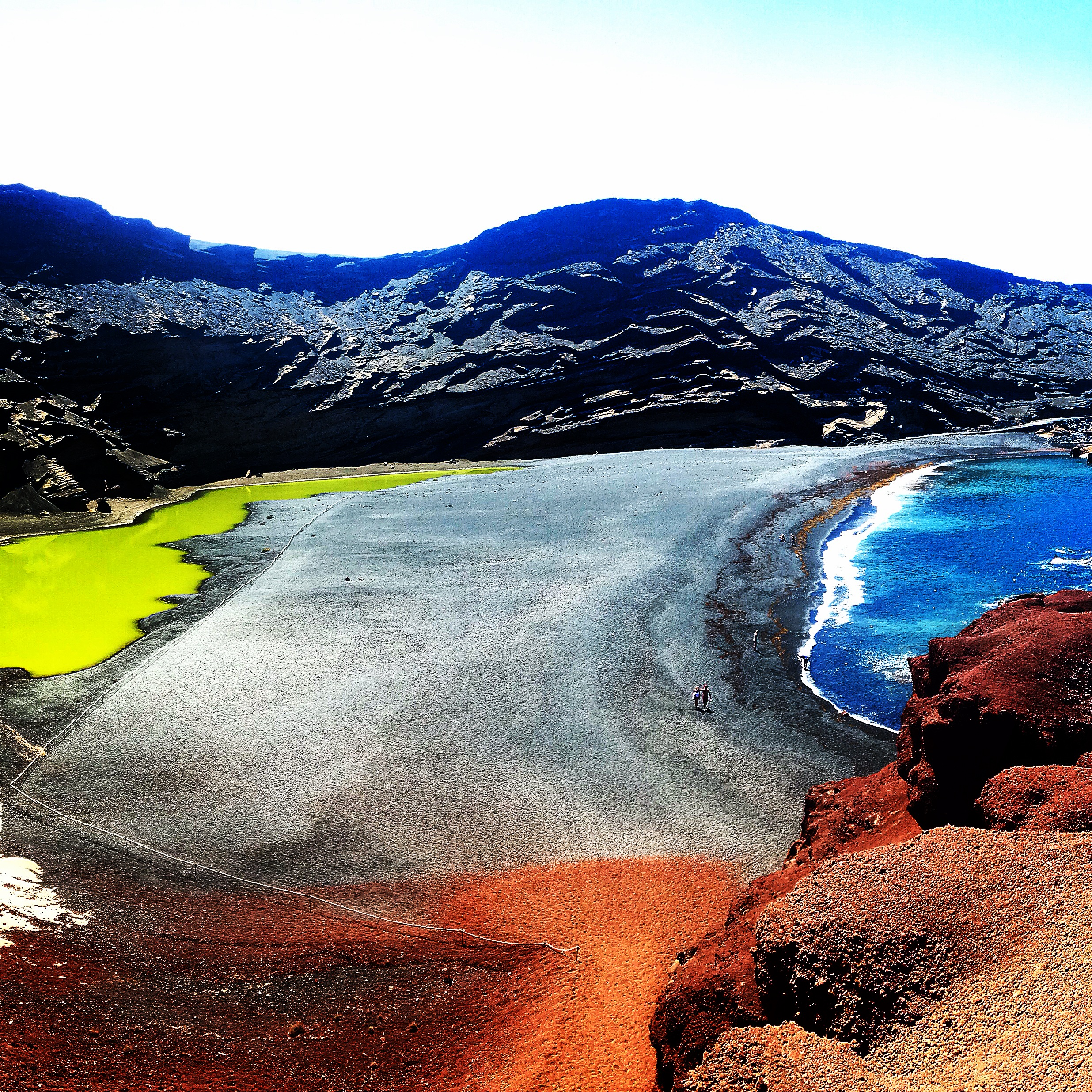
El Toll verd o llac dels Clicos, a l'esquerra.

El Toll Verd ha adquirit la seva tonalitat verdosa a causa d'un tipus d'alga de l'espècie Ruppia maritima que habita en el seu interior, a més del sofre que contenen les seves aigües.
La llacuna està declarada reserva natural i se situa en una unitat geomorfològica pertanyent al parc nacional de Timanfaya. En el seu marge aquest es troba una elevació del terreny corresponent a un cràter volcànic l'última erupció del qual es remunta al segle xviii i en el seu marge oest se situa una platja de sorra negra on es pot apreciar olivino dipositada.
El Toll Verd té una longitud aproximada de 100 m fins a l'oceà Atlàntic, connectat al mar a través d'esquerdes subterrànies. En la part nord se situa un mirador on es pot accedir des d'un aparcament a uns 50 m. de franc, malgrat que el Cabildo insular ha proposat en alguna ocasió cobrar entrada per la seva visita.
La platja on se situa la llacuna és de grava, amb 320 m de longitud i una amplària mitjana de 30 m. Disposa d'un grau baix d'ocupació sense passeig marítim i aïllada, ja que forma part del parc nacional de Timanfaya, a més que a la zona on es troba hi ha forts corrents marins.

## Accessibilitat
El llac és accessible des de la localitat pesquera denominada El Golf, a la zona costanera del municipi de Yaiza, on es troba un aparcament al començament d'una petita sendera que s'ha de recórrer a peu per arribar al mirador de la llacuna. Des del mirador s'accedeix a un petit camí lateral que descendeix fins a la platja i l'oceà en el qual no es permet el bany per situar-se en una zona perillosa per als corrents marins.

## El Toll Verd al cinema
El Toll Verd ha estat escenari de diverses pel·lícules entre les quals es troben:
- Los abrazos rotos —2009—, de Pedro Almodóvar, amb Penélope Cruz.
- Fa un milió d'anys —1966—, de Don Chaffey, amb Raquel Welch.

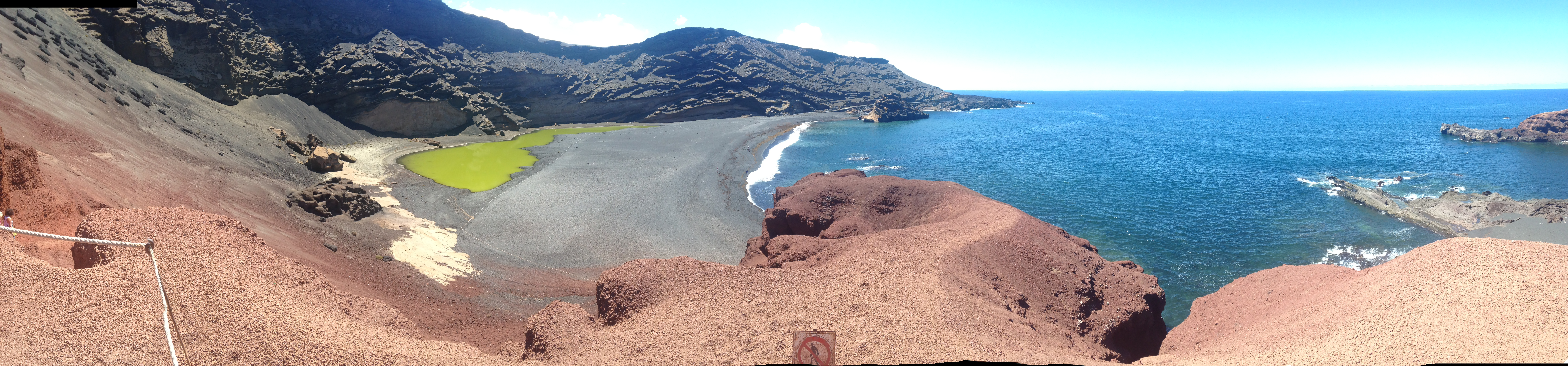
El Toll Verd des del mirador, amb un cràter del Timanfaya a l'esquerra i l'oceà Atlàntic a la dreta.